# Psikus

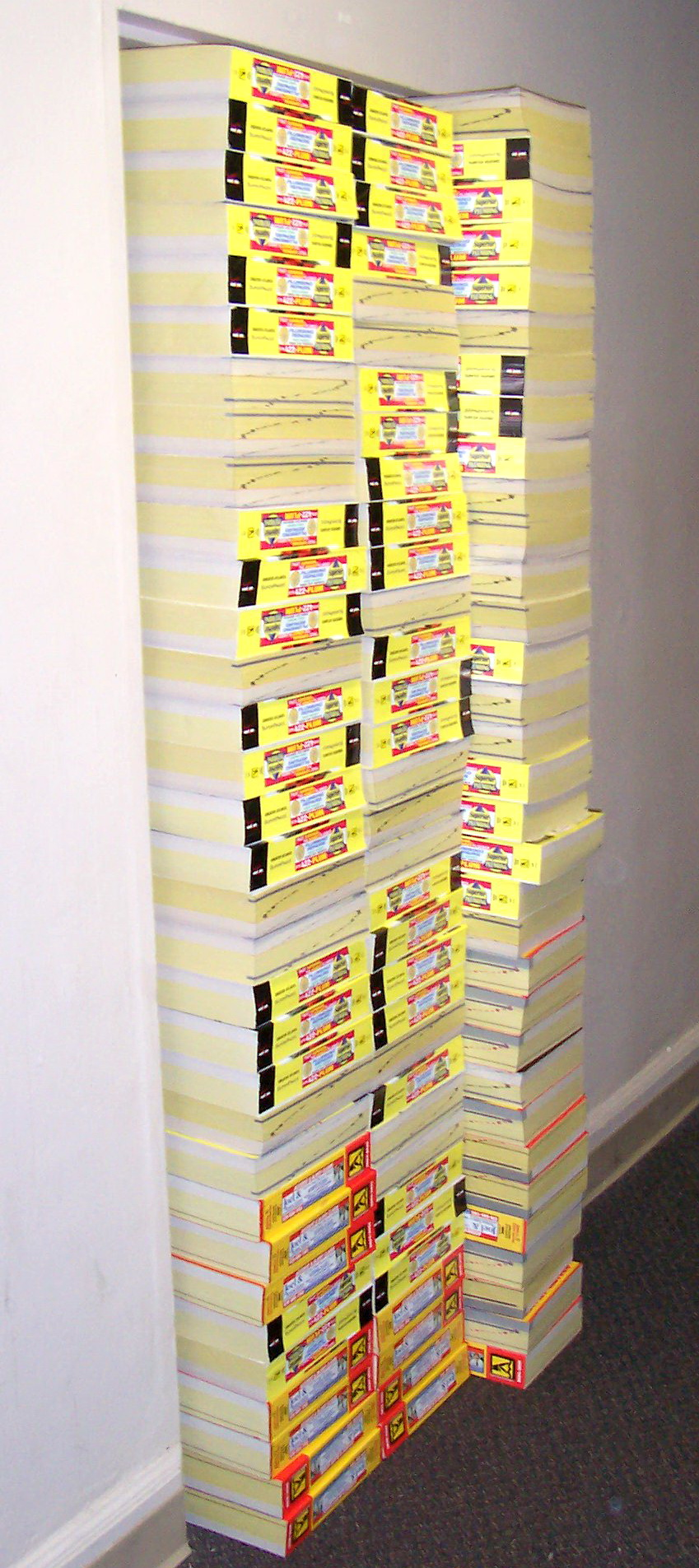
Psikus polegający na całkowitym zablokowaniu czyichś drzwi stertą książek telefonicznych.

Psikus, figiel lub  kawał – czynność wykonana w celu zrobienia komuś dowcipu lub dla zabawy i rozrywki, po to, aby zakpić z kogoś. Osoba robiąca innym tego rodzaju żarty nazywana jest kawalarzem.
W wielu kulturach zachodnich podczas prima aprilis, obyczaju obchodzonego corocznie 1 kwietnia, dokonywane są różnego rodzaju nieszkodliwe psikusy.
Źródłem zjawisk, które zaliczane są do figlów czy złośliwych psot jest ciąg czynników psychicznych. Kluczowa jest fantazja inicjatora psikusa, który lekceważy rzeczywistość realną. Powoduje to, że figlarz zapomina na chwilę o otaczającej go szarej rzeczywistości i izoluje się w innym fantastycznym świecie. Impulsem i podstawą płatania figlów oraz wywoływania subtelnych konfliktów z otoczeniem może być ciekawość figlarza lub chęć stworzenia przezeń nowej sytuacji.